# Andrej Hočevar (Schriftsteller)
Andrej Hočevar (* 30. Mai 1980 in Maribor, Jugoslawien) ist ein slowenischer Schriftsteller, Lyriker und Übersetzer.

## Leben und Werk
Hočevar wuchs in Maribor auf. Er studierte Vergleichende Literaturwissenschaft in Ljubljana, schloss das Studium jedoch nicht ab.
Seit 2020 ist er Lektor beim Verlag Goga, davor arbeitete er von 2006 bis 2020 für den Verlag LUD Literatura und war u. a. verantwortlicher Redakteur des verlagseigenen Onlinemagazins und der Reihe Prišleki sowie Lektor für Kritiken und Reflexion in der Printausgabe der Zeitschrift Literatura.
Hočevar ist in verschiedene Projekte rund um Literatur und Literaturkritik involviert. Er schreibt Essays, Kritiken und beschäftigt sich mit Musik, unter anderem war er Bandmitglied bei Boring Couple oder Backi iz klavirja (Schäfchen aus dem Klavir), vertont Poesie für Kinder und ist als Musikkritiker tätig. Er hat bislang sechs Gedichtbände und eine Kurzgeschichtensammlung veröffentlicht. Für seinen ersten Gedichtband Vračanja (2002; „Rückkehren“) war er für den Preis für das beste literarische Debüt nominiert, für Seznam (2017; „Die Liste“) für den Veronika-Preis. Seine Gedichte wurden in mehrere Sprachen übersetzt. 2016 veröffentlichte er seinen ersten Kurzprosaband Dvojna napaka („Doppelfehler“), der Alltagsgeschichten eines jungen Paares und ihre Abenteuer vor und nach der Geburt ihres ersten Kindes umfasst.
Hočevar übersetzt außerdem Poesie aus dem Deutschen und dem Englischen.

## Werke

### Lyrik
Dvojna napaka (Ljubljana, 2016) (Doppelfehler)
Leto brez idej (Ljubljana, 2011) (Ein Jahr ohne Ideen)
Privajanje na svetlobo (Ljubljana, 2009) (Gewöhnung ans Licht)
Pesmi o koscih in podobnostih (Ljubljana, 2007) (Gedichte über Mäher und Ähnlichkeiten)
Ribe in obzornice (Maribor, 2005) (Fische und Horizonte)
Vračanja (Ljubljana, 2002) (Rückkehren)

### Kurzprosa
Seznam (Ljubljana, 2017) (Die Liste)

### Übersetzungen
Mary Jo Bang: Avtopsija neke dobe (Ljubljana, 2015)